# (9835) 1984 UD
(9835) 1984 UD es un asteroide perteneciente al cinturón de asteroides, descubierto el 17 de octubre de 1983 por Zdeňka Vávrová desde el Observatorio Kleť, České Budějovice, República Checa.

## Designación y nombre
Designado provisionalmente como 1984 UD.

## Características orbitales
(9835) 1984 UD está situado a una distancia media del Sol de 2,746 ua, pudiendo alejarse hasta 3,421 ua y acercarse hasta 2,071 ua. Su excentricidad es 0,246 y la inclinación orbital 9,177 grados. Emplea 1662,14 días en completar una órbita alrededor del Sol.

## Características físicas
La magnitud absoluta de (9835) 1984 UD es 13,56. 